# Calycuoniscus spinosus
Calycuoniscus spinosus là một loài chân đều trong họ Dubioniscidae. Loài này được Collinge miêu tả khoa học năm 1917.